# Manuel Pérez Pérez
Manuel Pérez Pérez (Baena, 3 de febrero de 1951) es un político español, alcalde de Córdoba, Andalucía (España), en 1995.

## Biografía
Estudió bachillerato en el Instituto Aguilar y Eslava de Cabra. Licenciado en Ciencias Biológicas por la Universidad de Sevilla, comenzó a ejercer la docencia en 1974. En 1975 se trasladó definitivamente a Córdoba siendo profesor del Instituto Blas Infante. Casado con Blanca Toscano, padre de tres hijos (Manuel, José y Carlos).
A comienzos de la década de 1970, Manuel Pérez comenzó a involucrarse en el movimiento estudiantil de la época. Años después, se presentó como candidato al Senado por el Partido de los Trabajadores de España (Frente Democrático de Izquierdas) en las elecciones del 15 de junio de 1977, en la circunscripción de Córdoba, obteniendo 5.154 votos. Dos años más tarde, Manuel Pérez se presentó a las elecciones generales con el primer puesto del Partido del Trabajo de Andalucía, siendo secretario general del partido de Córdoba.
En las primeras elecciones municipales del 3 de abril de 1979, se presentó para la alcaldía por el Partido del Trabajo al ayuntamiento de Baena, consiguiendo acta de concejal y haciéndose cargo de la Concejalía de Cultura en este ayuntamiento.
En 1986, toma parte de la fundación de Izquierda Unida - Convocatoria por Andalucía, concurriendo en el número 7 de la candidatura de este partido en las elecciones municipales del 10 de mayo de 1987 para la alcaldía de Córdoba. El 30 de junio de ese año, se constituyó el ayuntamiento en el que fue nombrado Segundo Teniente Alcalde, presidente del Área de Urbanismo y Medio Ambiente, así como de la empresa municipal VIMCORSA .
En las siguientes elecciones municipales (26 de mayo de 1991), ocupa el segundo puesto en las listas por detrás de Herminio Trigo. En este cuatrienio, Manuel Pérez ocupó la primera tenencia de alcalde, delegado de Presidencia, presidente de la Gerencia de Urbanismo, presidente de VIMCORSA, además de portavoz del grupo Izquierda Unida.
El 2 de febrero de 1995, una semana después de la dimisión de Herminio Trigo, Manuel Pérez fue nombrado alcalde de la ciudad. Durante los meses que ocupó el cargo, a los cargos anteriores se le unió la presidencia de Mercacórdoba. Tras las elecciones de mayo de ese mismo año, Manuel Pérez entregó el bastón de mando el día 7 de julio a Rafael Merino, del Partido Popular.
Fue uno de los fundadores de la corriente interna Nueva Izquierda, dentro de Izquierda Unida (España), que posteriormente se convirtió en Partido Democrático de la Nueva Izquierda, entre 1996 y 1998. Sin embargo, el 14 de noviembre de 1998, renuncia a presentarse por este partido a las elecciones municipales por los posibles acuerdos a que pudiesen llegar con el PSOE, que, a su juicio, desvanecían la personalidad del partido.
En septiembre de 1999, y tras la constitución del nuevo consistorio, fue propuesto por parte de la alcaldesa Rosa Aguilar como Director de la Oficina de Proyectos Estratégicos, que posteriormente cambió su nombre a II Plan Estratégico de Córdoba "Córdoba, Tercer Milenio". El 25 de julio de 2003, y de nuevo a propuesta de la alcaldesa, fue elegido como coordinador general de la Oficina Municipal Córdoba 2016, de la que ocupó su gerencia.
| Predecesor: Herminio Trigo | Alcalde de Córdoba 1995 | Sucesor: Rafael Merino |